# Болезнь Захса
«Болезнь Захса» (фр. La maladie de Sachs) — французская кинодрама, поставленный в 1999 году режиссёром Мишелем Девилем по роману французского писателя алжирского происхождения Мартина Винклера, опубликованный в 1998 году.

## Сюжет
Доктор Бруно Захс пользуется большой популярностью у жителей одного провинциального городка. Недавно Захс открыл свою частную клинику, и теперь все население городка обращаются к нему не только за медицинской помощью. Многие люди приходят к врачу, чтобы просто поговорить о жизни, поделиться своими проблемами. Больше всего жителей городка интересует личная жизнь холостого Закса. В какой-то момент бдительные соседи начинают часто видеть автомобиль молодого местного редактора Полины, припаркованный рядом с домом доктора…

## В ролях
| Актёр            | Роль                           |
| ---------------- | ------------------------------ |
| Альбер Дюпонтель | Бруно Захс                     |
| Валери Древиль   | Полина Кассер                  |
| Доминик Реймон   | мадам Леблан, секретарша Захса |
| Натали Бутфо     | секретарша Вивиан              |
| Аманда Лангле    | женщина из пивоварни           |